# Zsolnay Fényfesztivál
A Zsolnay Fényfesztivál először 2016 nyarán, a pécsi Zsolnay Örökségkezelő Nkft. szervezésében került megrendezésre.

## Az esemény bemutatása
A rendezvény évente egy tematikus, összművészeti fesztiválra várja vendégeit: sötétedés után a belváros több pontján párhuzamosan folyik az esemény. A fesztiválnak a fényfestésen túl számos kísérőprogramja is van.
A fesztiválon 2017-ben a becslések szerint több, mint 60 000 látogató vett részt.
A világszerte hódító műfaj elérkezett hozzánk is: világszínvonalú eseményen vehet részt, aki eljut a Zsolnay Fényfesztiválra. Nem csak izgalmas fényfestéseket, fényvetítéseket láthat, de a művészeti produkciók (utcaszínház, új cirkusz, koncertek, slam poetry stb.) is élvezettel fogják eltölteni.

## Díjak, elismerések
- Beke Pál-nívódíj – Magyar Fesztivál Szövetség
- Minősített Európai Fesztivál – EFFE (Europe for Festivals, Festivals for Europe)
- Minősített Rendezvény – Magyar Fesztivál Szövetség, 2016
- Made In Pécs díj (Az év eseménye) – Made In Pécs Magazin, 2016
- Baranya Megyei Idegenforgalmi Díj – Pécs-Baranyai Kereskedelmi és Iparkamara, 2017
- Made In Pécs díj (Az év eseménye) – Made In Pécs Magazin, 2017
- Az Év Honlapja (Különdíj) - Az Év Honlapja 2018[1]